# عبد الله المحيسني
عبد الله بن محمد بن سليمان المحيسني الشمري المعروف اختصارا بـ عبد الله المحسيني هو داعية سعودي حصل على الماجستير في تخصص الفقه المقارن من جامعة الإمام محمد بن سعود الإسلامية وحصل بعدها على الدكتوراه وكان عنوان رسالته «أحكام لاجئي الحرب في الفقه الإسلامي» وكانت رسالة الدكتوراه في الأصل مقدمة لـ جامعة أم القرى لكن تأخر الجامعة في مناقشة رسالته وشعوره بقرب اعتقاله من السلطات السعودية جعله يغادر الأراضي السعودية ويقدم الرسالة لجامعات خارج المملكة لمناقشتها.، وهو من مواليد مدينة بريدة في منطقة القصيم، ذهب إلى سوريا ما بين شهري اغسطس واكتوبر من عام 2013 وبدأ نشاطه كمقاتل مستقل وقاضي شرعي يحكم بين الفصائل المختلفة في سوريا مثل تنظيم الدولة الإسلامية وجبهة النصرة وأحرار الشام لكن في فبراير 2014 بدأ يتخذ مواقف حادة وسلبية تجاه تنظيم الدولة الإسلامية إلى أن أصبح يحذر من منهجها التكفيري والدموي ويصفهم بالخوارج. ويصنف نفسه على أنه «مقاتل مستقل». وأصيب أكثر من مرة في عدة معارك في أبريل 2015 وديسمبر 2015